# Vé (dieu)
Pour les articles homonymes, voir Vé.
 (juin 2018).
Dans la mythologie nordique, Vé (Véi, Ingwar, Hoenir, Freyr : « sacré », « sanctuaire », en vieux norrois) et son frère Vili (volonté) sont des dieux, fils de Bor et de la géante Bestla, et frères d’Odin. L'ancienneté de la triade des trois Ases (Odin, Vili et Vé) est attestée par l'allitération des trois noms Wodan (autre nom d'Odin) / Vili / Vé. Ces divinités succédèrent à Tuisto et Jord et sont l'une des premières évolutions dans l'élaboration du panthéon nordique. 
Vili et Vé apparaissent dans trois mythes.

## La création du monde

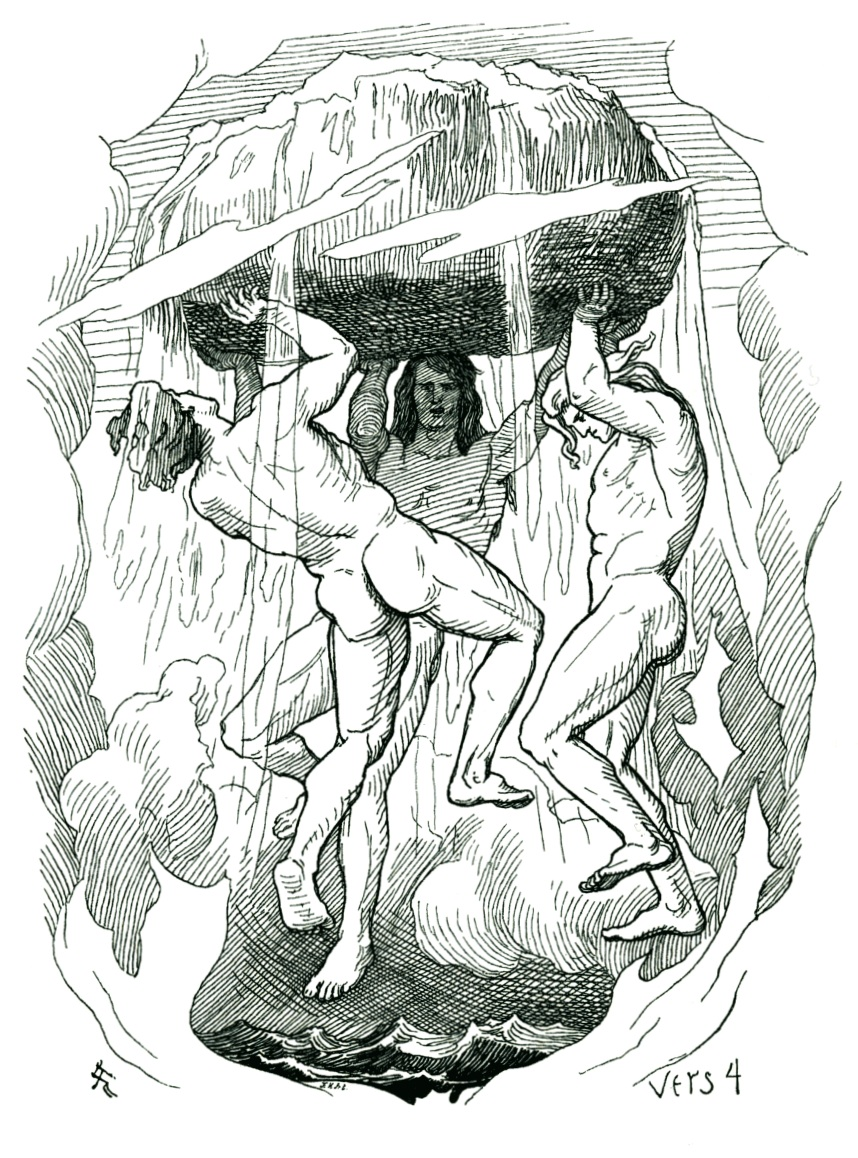
Odin, Vili et Vé créent le monde à partir du corps d'Ymir, dessin de Lorenz Frølich.

C'est en tuant le géant Ymir qu'Odin, Vili et Vé sont à l'origine de la création du monde (
Edda de Snorri, Gylfaginning, 7), faisant de sa chair la terre, de son sang la mer et les lacs, de son crâne le ciel, de ses os les montagnes...

## La création de l'homme
Selon Snorri Sturluson, Odin, Vili et Vé sont aussi à l'origine de la création de l'homme (Gylfaginning, 8). Ayant trouvé deux troncs d'arbre le long du rivage de la mer, ils les façonnèrent pour former deux êtres humains. Odin leur donna le souffle et la vie, Vili l'intelligence et le mouvement, Vé l'apparence, la parole, l'ouïe et la vue. Ils leur donnèrent aussi des vêtements, et les nommèrent Ask et Embla.
Toutefois, dans la Völuspa (17,18), poème de l'Edda poétique, c'est une triade de dieux différente qui crée les premiers êtres humains : si Odin en fait toujours partie, Vili et Vé sont remplacés par Hœnir et Lóðurr.

## Le bannissement d'Odin
En dehors de ce mythe des origines, Vili et Vé n'apparaissent ensuite que dans celui connu sous le nom de "bannissement d'Odin", et encore uniquement dans la version racontée par Snorri dans son Ynglingasaga (3). Il y est dit qu'Odin étant parti pour un très long voyage, les Ases crurent qu'il ne reviendrait pas. Vill et Vé se partagèrent alors son héritage, ainsi que sa femme Frigg. 
Il est fait allusion à cet épisode dans la Lokasenna (26), poème de l'Edda poétique, lorsque Loki reproche à Frigg d'avoir trompé Odin avec les frères de celui-ci.